# Racines
|  | Aquest article tracta sobre el municipi francès. Si cerqueu el municipi italià, vegeu «Ratschings». |

Racines és un municipi francès al departament de l'Aube i a la regió del Gran Est. L'any 2007 tenia 199 habitants.

## Demografia

### Població
El 2007 la població de fet de Racines era de 199 persones. Hi havia 78 famílies de les quals 20 eren unipersonals (8 homes vivint sols i 12 dones vivint soles), 29 parelles sense fills i 29 parelles amb fills.
La població ha evolucionat segons el següent gràfic:

### Habitatges
El 2007 hi havia 98 habitatges, 79 eren l'habitatge principal de la família, 12 eren segones residències i 7 estaven desocupats. Tots els 98 habitatges eren cases. Dels 79 habitatges principals, 69 estaven ocupats pels seus propietaris, 8 estaven llogats i ocupats pels llogaters i 2 estaven cedits a títol gratuït; 2 tenien dues cambres, 13 en tenien tres, 25 en tenien quatre i 39 en tenien cinc o més. 71 habitatges disposaven pel capbaix d'una plaça de pàrquing. A 25 habitatges hi havia un automòbil i a 41 n'hi havia dos o més.

### Piràmide de població
La piràmide de població per edats i sexe el 2009 era:
| Homes | Edats   | Dones |
| ----- | ------- | ----- |
| 0     | 95 o +  | 0     |
| 0     | 90 a 94 | 0     |
| 0     | 85 a 89 | 4     |
| 4     | 80 a 84 | 0     |
| 4     | 75 a 79 | 0     |
| 0     | 70 a 74 | 8     |
| 8     | 65 a 69 | 8     |
| 4     | 60 a 64 | 4     |
| 8     | 55 a 59 | 0     |
| 4     | 50 a 54 | 4     |
| 0     | 45 a 49 | 8     |
| 0     | 40 a 44 | 8     |
| 20    | 35 a 39 | 12    |
| 8     | 30 a 34 | 8     |
| 0     | 25 a 29 | 8     |
| 4     | 20 a 24 | 0     |
| 4     | 15 a 19 | 0     |
| 4     | 10 a 14 | 4     |
| 4     | 5 a 9   | 8     |
| 8     | 0 a 4   | 4     |

## Economia
El 2007 la població en edat de treballar era de 118 persones, 97 eren actives i 21 eren inactives. De les 97 persones actives 87 estaven ocupades (46 homes i 41 dones) i 10 estaven aturades (6 homes i 4 dones). De les 21 persones inactives 7 estaven jubilades, 7 estaven estudiant i 7 estaven classificades com a «altres inactius».

### Ingressos
El 2009 a Racines hi havia 79 unitats fiscals que integraven 190 persones, la mediana anual d'ingressos fiscals per persona era de 14.607 €.

### Activitats econòmiques
Dels 3 establiments que hi havia el 2007, 1 era d'una empresa d'hostatgeria i restauració, 1 d'una empresa d'informació i comunicació i 1 d'una entitat de l'administració pública.
L'any 2000 a Racines hi havia 13 explotacions agrícoles que ocupaven un total de 657 hectàrees.

## Poblacions properes
El següent diagrama mostra les poblacions més properes.